# Streckelsberg

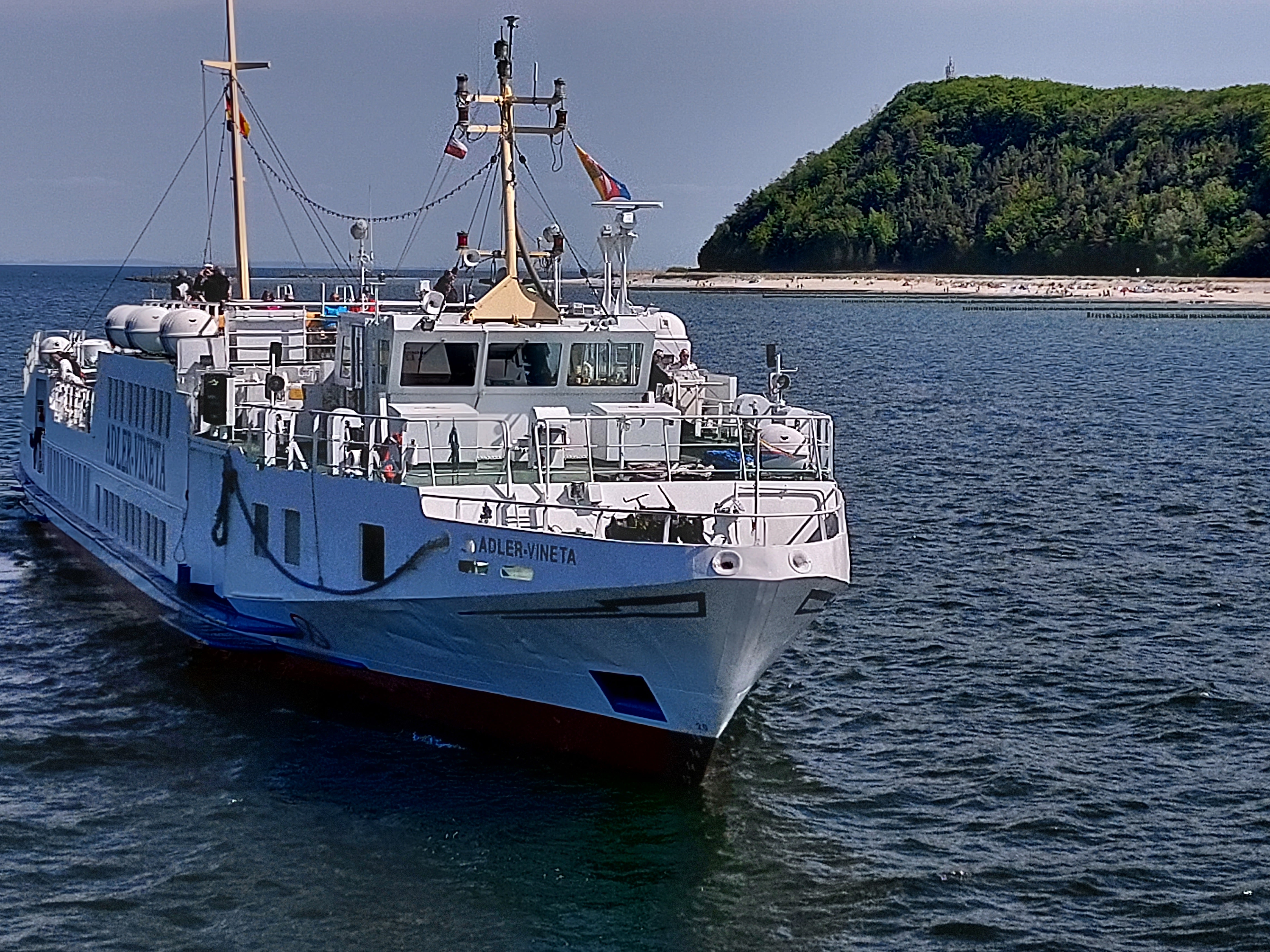
Die Adler Vineta dreht vor der Seebrücke zum Anlegen, im Hintergrund der Streckelsberg

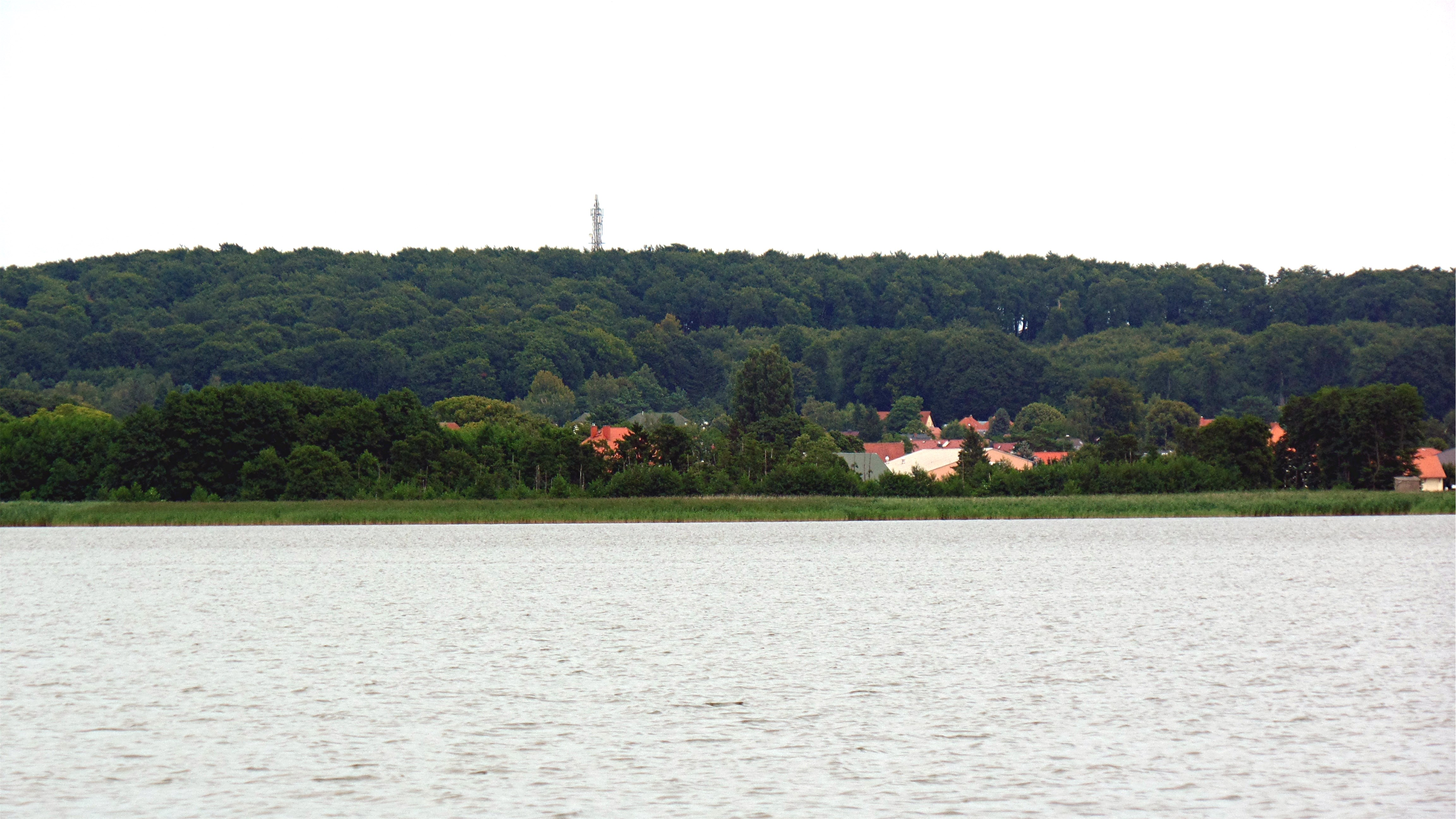
Blick vom Achterwasser aus auf den Streckelsberg

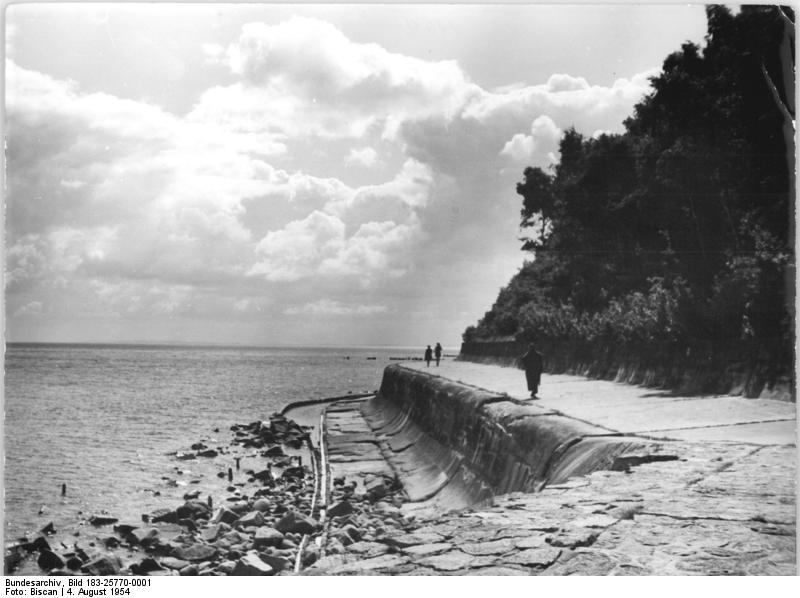
Alte Brandungsmauer vor dem Streckelsberg, 1954

Der Streckelsberg ist eine ca. 58 Meter hohe Kliffranddüne auf Usedom. Nach dem Golm und dem Kückelsberg ist der Streckelsberg die dritthöchste Erhebung der Insel. Der Streckelsberg befindet sich auf dem Gebiet der Gemeinde Koserow direkt am Ostseeufer, wo er den höchsten Punkt der Steilküste bildet. In nordwestlicher Richtung entlang der Küste sowie insbesondere nach Süden in Richtung Ortskern fällt die Erhebung relativ steil ab. Nach Südosten setzt sich dagegen die Steilküste allmählich abflachend bis Kölpinsee fort.

## Geologie

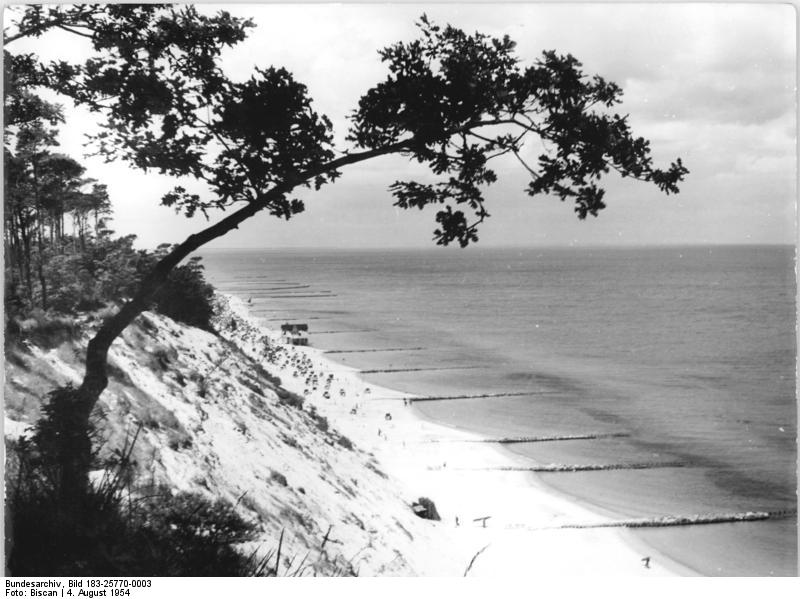
Blick vom Streckelsberg, 1954

Der Streckelsberg entstand während der letzten Eiszeit als eine Stauchendmoräne. Zu der damaligen Zeit vor über 16000 Jahren befanden sich große Teile Mittel- und Nordeuropas unter mächtigem Inlandeis. Während des allmählichen Rückzuges des Eises gab es immer wieder mal kleinere Vorstöße der Gletscher, die zur Bildung von Moränen führten. Bei einem solchen Vorstoß entstand auch der Streckelsberg, als der Gletscher nochmals loses Sedimentgestein vor sich herschob und auftürmte. Als sich das Eis weiter zurückzog, entstand durch Schmelzwasser sowie den ansteigenden Meeresspiegel zuerst der baltische Eisstausee, später Yoldia-Meer sowie Ancylus-See und letztendlich die Ostsee in ihrer heutigen Form. Ursprünglich war der Streckelsberg vom Umfang und von der Höhe her bedeutend größer als heute. Durch Erosion schrumpfte der Streckelsberg bald, besonders durch die nahe Brandung der Ostsee. Durch Wellen und Wind wurde der Streckelsberg in den letzten 300 Jahren um 250 Meter abgetragen. Aktuell dauert dieser Prozess an, auch wenn als Küstenschutzmaßnahme im Jahre 1995 Buhnen, zwei Wellenbrecher, sowie eine dreiteilige Brandungsmauer errichtet wurden und außerdem künstlich Sand angespült wurde. Bei starken Stürmen kommt es immer wieder mal vor, dass Teile des Kliffs sich lösen und zum Strand hinunter rutschen.

## Geologische Vergangenheit der Insel Usedom und des Streckelsberges
Die Landschaft Norddeutschlands wurde durch mehrere Kaltzeiten geprägt. Riesige Eismassen drangen von Skandinavien bis nach Mitteldeutschland vor und bewegten dabei Gestein unterschiedlichster Größe (Geschiebe) vor sich her bis nach Deutschland. Die Insel Usedom ist im Ergebnis der jüngsten Eiszeit, der Weichseleiszeit, die ihren Höhepunkt vor etwa 18.000 Jahren hatte, entstanden. Die Eiszeiten haben nach dem Abschmelzen der riesigen Eismassen (Inlandeisblock) charakteristische Landschaftsformen hinterlassen. Es sind dies die Grundmoräne (Flächen, die durch die vordringenden Eismassen abgeschoben wurden), die Endmoränen (am Südrand des Inlandeisblockes zu Hügeln aufgeschobene und zusammengestauchte Erd- und Gesteinsmassen) und die Sander (beim Abschmelzen des Eises aus der Endmoräne ausgespülte Sande, die sich an der Südseite der Endmoräne ablagerten). Der Streckelsberg ist eine solche Endmoräne, an die sich nach Süden zum Achterwasser der Sander anschließt. Die an der Nordseite des Streckelsberges angrenzende Ostsee kann als riesiger Grundmoränensee betrachtet werden. Vor 7000 bis 5000 Jahren existierte die Insel in der heutigen Form nicht. Nur die Endmoränen, auch Inselkerne genannt, ragten aus dem Wasser der Ostsee heraus. Von diesen Inselkernen trug die Ostsee mit der Kraft ihrer Wellen und der herrschenden Strömungen Material ab, das in ihrem Windschatten abgelagert wurde, wodurch es an ihnen zur Hakenbildung kam. Diese Haken wuchsen durch weitere Materialablagerung zu Nehrungen aus, so dass es zwischen den Inselkernen zur völligen Verlandung kam. Solche Verlandungszonen sind die Pudaglasenke und der Flachlandbereich zwischen Peenemünde und Zinnowitz sowie zwischen Zinnowitz und Koserow.

## Flora
Die Vegetation des Areals ist wie jeder naturnahe Lebensraum in der gemäßigten Klimazone in Schichten gegliedert. In der Feldschicht siedeln hier Laubmoose und Pilze (Steinpilz, Hallimasch), darüber stockt die Krautschicht, die je nach Jahreszeit durch bestimmte angepasste Arten gekennzeichnet ist. Im Frühjahr, wenn der Boden sich durch die Sonneneinstrahlung schnell erwärmt, erscheinen Frühjahrsblüher wie Leberblümchen, die blaue Teppiche auf den Waldboden zaubern, gefolgt von Anemonen. Mit steigenden Temperaturen treiben die Bäume das Laub aus. Die Lichteinstrahlung wird zunehmend geringer und es erscheinen Arten wie Frühlings-Platterbse, Maiglöckchen, Zweiblättrige Schattenblume, Moschuskraut, Einbeere und Waldmeister, die mit weniger Licht noch optimale Entwicklungsbedingungen vorfinden. Mit dichter werdendem Laub erscheinen dann die schattenverträglicheren Sommerblüher. Als erstes sind es die verbliebenen heimischen Orchideen unserer Laubwälder. Am Streckelsberg: Großes Zweiblatt, Weiße Waldhyazinthe, Nestwurz und Rotes Waldvögelein. In der Farbenpracht etwas schlichtere Sommerblüher im Buchenwald sind Kleinblütiges Springkraut, Knotige Braunwurz, Echte Nelkenwurz, Mauerlattich, Ähriges Christophskraut und Großes Hexenkraut. Charakteristische Gräser für die Krautschicht des Buchenwaldes sind Wald-Zwenke, Einblütiges Perlgras und Riesen-Schwingel. Die darüber liegende Strauchschicht besteht aus Sträuchern und Baumjungwuchs wie Schwarzer Holunder, Eberesche, Rote Heckenkirsche, Deutsches Geißblatt, Bereifte Brombeere, Himbeere, Schwarzdorn, gemeiner Efeu, Alpen-Johannisbeere, Hasel, Salweide, Gewöhnliche Traubenkirsche, drei Wildrosenarten, Purgier-Kreuzdorn und Weißer Schneeball. Dazu Jungbäume der Arten Spitz-Ahorn, Berg-Ahorn und Hänge-Birke. Die Baumschicht ist geprägt durch die mehr als 180-jährigen Rot-Buchen und im Hangbereich etwa gleich altrige Wald-Kiefern.

## Bewaldung des Streckelsbergs durch Oberförster Schrödter
Oberförster Schrödter bewaldete den Streckelsberg in den Jahren 1818 bis 1819 in der heutigen Form mit Buchen, um gegen die rauen Seewinde und gegen Sandverwehungen einen besseren Schutz für den Berg und den dahinterliegenden Ort Koserow zu erreichen. Oberförster Schrödter wurde 1753 in Klein Behnitz (Mark Brandenburg) geboren. Nach einer mehrjährigen Ausbildung wurde er königlicher Hof- und Revierjäger. Ab dem Jahre 1810 war Schrödter Revierförster in Zinnowitz. Nach der Aufforstung des Streckelsberges wurde er 1819 zum Oberförster im Forstamt Neu Pudagla ernannt. Oberförster Schrödter starb im Jahre 1828.
Der Wolgaster Anzeiger Nr. 61 vom 21. Mai 1900 berichtet wie folgt: „Schrödter hat sich im Forst- und Dünenwesen große Verdienste erworben. In meisterhafter Weise verstand er es, die nackten unfruchtbaren Sandwüsten am Meeresstrand von Coserow, mit denen der Wind sein Spiel trieb, zu befestigen und zu kultivieren. Ganz besonders hat er sich durch die Bewaldung des Streckelsberges um das Seebad Coserow verdient gemacht, das nun durch den Wald gegen die rauhen Seewinde und unliebsame Sandwehungen geschützt ist. Der Schrödterstein, ein unbehauener Granit, trägt auf poliertem Grund in Goldschrift die Worte: ‚Oberförster Schrödter bewaldete den Streckelsberg 1818 u. 1819‘“

## Fauna
Die Tierwelt ist in ihrer Ausbreitung der Schichtung der Vegetation angepasst. Auf und im Erdboden leben die Zaun- und Waldeidechsen, der Maulwurf, die Waldspitzmaus, die Nordische Wühlmaus und der Rotfuchs. In der Baumschicht sind Steinmarder und Eichhörnchen zu beobachten. In der Kraut- und Strauchschicht sind viele Singvogelarten beheimatet. Am Streckelsberg sind dies vor allem Rotkehlchen, Zaunkönig, Kohlmeise, Blaumeise, Weidenlaubsänger, Zwergschnäpper, Fitislaubsänger, Mönchs- und Klappergrasmücke. Auch die etwas größere Amsel und die Singdrossel leben am Streckelsberg. In der Baumschicht halten sich Pirol, Buchfink, Hohltaube, und Waldkauz auf. Weitere Arten der Baumschicht sind Ringeltaube, Nebelkrähe und Habicht. Auch Fledermäuse haben in den Baumhöhlen und -spalten ihre Sommerquartiere. Entsprechend der Artenvielfalt in der Flora leben viele Insektenarten am Streckelsberg. Neben verschiedenen Falterarten kommen eine Reihe von Käferarten, unter anderem der Buchenbock, Sägebock und Zangenbock, deren Larven vom Totholz leben, vor.
Wasservögel
Vom Wanderweg an der oberen Kliffkante des Streckelsberges sind verschiedenste Wasservogelarten zu beobachten: Stockente, Lachmöwe, Sturmmöwe, Silbermöwe, Mantelmöwe, Haubentaucher, Blässhuhn, Kormoran und Höckerschwan. Als Wintergäste aus ihren nördlich von Usedom gelegenen Brutgebieten sind regelmäßig Reiherente, Bergente, Schellente, Eiderente, Eisente, Mittel- und Gänsesäger im Flachwasserbereich zu beobachten.

## Naturschutz
Am 12. Dezember 1957 wurde der Streckelsberg als Naturschutzgebiet ausgewiesen, das heute im Naturpark Insel Usedom liegt. Der Zustand der Flächen wird als befriedigend eingestuft, da Teilflächen forstlich genutzt werden.

## Beobachtungsturm Koserow

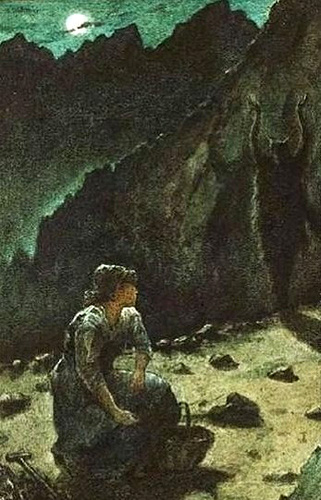
„The Apparition on the Streckelberg“ – Illustration von Philip Burne-Jones für die englische Ausgabe aus dem Jahr 1895

Auf dem Streckelsberg, der höchsten Erhebung der Außenküste der Insel Usedom, befand sich ab dem Ende der 1930er Jahre ein Beobachtungsturm der Wehrmacht. Er erfüllte zwei Funktionen: Einerseits diente er der Beobachtung der Luftlage im Vorfeld der wichtigen Hafenstädte Swinemünde und Stettin, andererseits diente er als Messstation bei der Beobachtung der Raketentests der Peenemünder Versuchsanstalten. Der Turm wurde 1997 abgetragen. Im Nordteil der Insel Usedom entstanden ab 1936 auf einem Gebiet von rund 25 km² die Versuchsanstalten von Peenemünde. Dort entwickelte die Wehrmacht die sog. „Wunderwaffen“ oder „Vergeltungswaffen“, auf die sich gegen Ende des Krieges die Hoffnung auf einen Sieg Deutschlands richtete. Die Pommersche Bucht war das Testgebiet für die Flugversuche verschiedener Lenkwaffen. So flogen am Streckelsberg die A4-V2-Raketen vorbei, parallel zur Küste rund 300 km weit, von Peenemünde aus in östlicher Richtung bis zur Danziger Bucht. Entlang der Küste bestand ein Netz aus Messstationen, die die Flugbahn der Rakete verfolgten, vermaßen und aufzeichneten. Auf der Beobachtungsplattform des Koserower Turmes diente ein sogenannter Kinotheodolit zur optischen Verfolgung der Raketen sowie anderer Fernlenkwaffen, wie etwa der Flugbombe Fieseler Fi 103 (V1).

## Die „Bernsteinhexe“
Der Streckelsberg ist ein wichtiger Schauplatz in der Erzählung Maria Schweidler, die Bernsteinhexe von Wilhelm Meinhold.